# Let's Talk About Love
Let's Talk About Love là album phòng thu thứ 15 và album tiếng Anh thứ năm của ca sĩ người Canada Celine Dion, phát hành ngày 14 tháng 11 năm 1997 bởi Columbia Records và Epic Records. Tiếp nối thành công thương mại của album phòng thu trước Falling into You (1996), đĩa nhạc tiếp tục thể hiện sự tiến bộ trong âm nhạc của Dion. Trong suốt dự án, cô lần đầu hợp tác với Carole King, George Martin và Corey Hart, bên cạnh những cộng tác viên quen thuộc như David Foster, Ric Wake, Walter Afanasieff, Humberto Gatica và Jim Steinman. Ngoài ra, Let's Talk About Love có sự tham gia góp giọng của Barbra Streisand, Bee Gees, Luciano Pavarotti, Diana King và Brownstone. Nữ ca sĩ còn hát lại "When I Need You" của Leo Sayer và "Grande grande grande" của Mina, được thu âm dưới phiên bản tiếng Anh "I Hate You Then I Love You". "My Heart Will Go On" do James Horner và Will Jennings sáng tác cho bộ phim năm 1997 Titanic cũng được đưa vào album.
Sau khi phát hành, Let's Talk About Love nhận được những phản ứng trái chiều từ các nhà phê bình âm nhạc, trong đó họ đánh giá cao việc thử sức với nhiều dòng nhạc của Dion nhưng vấp phải ý kiến trái chiều về cách truyền tải giọng hát thiếu cá tính và rập khuôn của cô. Tuy nhiên, album vẫn nhận được sáu đề cử giải Grammy trong hai năm liên tiếp, bao gồm Album giọng pop xuất sắc nhất. Let's Talk About Love cũng gặt hái những thành công vang dội về mặt thương mại, đứng đầu các bảng xếp hạng tại hơn 23 quốc gia, bao gồm những thị trường lớn như Úc, Canada, Pháp, Đức, New Zealand, Thụy Sĩ và Vương quốc Anh, đồng thời lọt vào top 5 ở tất cả những thị trường còn lại. Album đạt vị trí số một trên bảng xếp hạng Billboard 200 tại Hoa Kỳ, trở thành album quán quân thứ hai của Dion và là album phòng thu bán chạy nhất năm 1998 tại đây. Let's Talk About Love sau đó được chứng nhận đĩa Kim cương bởi Hiệp hội Công nghiệp Ghi âm Hoa Kỳ (RIAA), công nhận lượng đĩa xuất xưởng đạt mười triệu bản.
Sáu đĩa đơn đã được phát hành từ Let's Talk About Love. Đĩa đơn mở đường "Tell Him" lọt vào top 10 ở nhiều quốc gia, trong khi "Be the Man" và "The Reason" lần lượt được phát hành riêng biệt tại Nhật Bản và Châu Âu. Đĩa đơn thứ tư "My Heart Will Go On" thống trị các bảng xếp hạng tại hơn 30 quốc gia và là một trong những đĩa đơn bán chạy nhất mọi thời đại, cũng như chiến thắng bốn giải Grammy và giải Oscar cho Bài hát gốc xuất sắc nhất. Hai đĩa đơn còn lại "Immortality" và "Treat Her Like a Lady" gặt hái những thành công tương đối trên các bảng xếp hạng. Để quảng bá album, nữ ca sĩ xuất hiện và trình diễn trên nhiều chương trình truyền hình và lễ trao giải lớn, như The Oprah Winfrey Show, Today, Top of the Pops, giải Oscar lần thứ 70 và giải Grammy lần thứ 41, cũng như thực hiện chuyến lưu diễn Let's Talk About Love World Tour với 87 buổi diễn ở Bắc Mỹ, Châu Á và Châu Âu. Tính đến nay, Let's Talk About Love đã bán được hơn 31 triệu bản trên toàn thế giới, trở thành một trong những album bán chạy nhất lịch sử.

## Danh sách bài hát
Album bao gồm 13 bài hát ở tất cả phiên bản và một số bài hát kèm theo, tùy thuộc vào quốc gia: "Where Is the Love" và "To Love You More" ở Hoa Kỳ, "Amar Haciendo el Amor" và "Where Is the Love" ở Canada, "Amar Haciendo el Amor", "Where Is the Love" và "Be the Man" ở Châu Âu, Châu Á và Úc, và "To Love You More" và "Amar Haciendo el Amor" ở Châu Mỹ Latinh.
| Let's Talk About Love – Phiên bản tại Châu Á/Úc/Châu Âu | Let's Talk About Love – Phiên bản tại Châu Á/Úc/Châu Âu      | Let's Talk About Love – Phiên bản tại Châu Á/Úc/Châu Âu            | Let's Talk About Love – Phiên bản tại Châu Á/Úc/Châu Âu | Let's Talk About Love – Phiên bản tại Châu Á/Úc/Châu Âu |
| STT                                                     | Nhan đề                                                      | Sáng tác                                                           | Sản xuất                                                | Thời lượng                                              |
| ------------------------------------------------------- | ------------------------------------------------------------ | ------------------------------------------------------------------ | ------------------------------------------------------- | ------------------------------------------------------- |
| 1.                                                      | "The Reason"                                                 | Carole King Mark Hudson Greg Wells                                 | George Martin Giles Martin [a]                          | 5:01                                                    |
| 2.                                                      | "Immortality" (hợp tác với Bee Gees)                         | Barry Gibb Robin Gibb Maurice Gibb                                 | Walter Afanasieff                                       | 4:11                                                    |
| 3.                                                      | "Treat Her Like a Lady"                                      | Diana King Andy Marvel Billy Mann Celine Dion                      | Ric Wake                                                | 4:05                                                    |
| 4.                                                      | "Why Oh Why"                                                 | Marti Sharron Dan Sembello                                         | David Foster                                            | 4:50                                                    |
| 5.                                                      | "Love Is on the Way"                                         | Peter Zizzo Denise Rich Tina Shafer                                | Wake                                                    | 4:25                                                    |
| 6.                                                      | "Tell Him" (song ca với Barbra Streisand)                    | Linda Thompson Afanasieff Foster                                   | Foster Afanasieff                                       | 4:51                                                    |
| 7.                                                      | "Amar Haciendo el Amor"                                      | Mann Rich Manny Benito                                             | Wake Humberto Gatica [b]                                | 4:11                                                    |
| 8.                                                      | "When I Need You"                                            | Albert Hammond Carole Bayer Sager                                  | Foster                                                  | 4:12                                                    |
| 9.                                                      | "Miles to Go (Before I Sleep)"                               | Corey Hart                                                         | Hart                                                    | 4:40                                                    |
| 10.                                                     | "Us"                                                         | Billy Pace                                                         | Gatica Pace Jim Steinman [c]                            | 5:47                                                    |
| 11.                                                     | "Just a Little Bit of Love"                                  | Maria Christensen Arnie Roman Arthur Jacobson                      | Wake                                                    | 4:06                                                    |
| 12.                                                     | "My Heart Will Go On"                                        | James Horner Will Jennings                                         | Afanasieff Horner [d]                                   | 4:40                                                    |
| 13.                                                     | "Where Is the Love"                                          | Hart                                                               | Hart                                                    | 4:55                                                    |
| 14.                                                     | "Be the Man"                                                 | Foster Miles                                                       | Foster                                                  | 4:39                                                    |
| 15.                                                     | "I Hate You Then I Love You" (song ca với Luciano Pavarotti) | Tony Renis Manuel de Falla Alberto Testa Fabio Testa Norman Newell | Foster Gatica Renis                                     | 4:43                                                    |
| 16.                                                     | "Let's Talk About Love"                                      | Bryan Adams Jean-Jacques Goldman Eliot Kennedy                     | Foster                                                  | 5:12                                                    |
| Tổng thời lượng:                                        | Tổng thời lượng:                                             | Tổng thời lượng:                                                   | Tổng thời lượng:                                        | 74:28                                                   |

| Let's Talk About Love – Phiên bản tại Canada | Let's Talk About Love – Phiên bản tại Canada                 | Let's Talk About Love – Phiên bản tại Canada | Let's Talk About Love – Phiên bản tại Canada | Let's Talk About Love – Phiên bản tại Canada |
| STT                                          | Nhan đề                                                      | Sáng tác                                     | Sản xuất                                     | Thời lượng                                   |
| -------------------------------------------- | ------------------------------------------------------------ | -------------------------------------------- | -------------------------------------------- | -------------------------------------------- |
| 1.                                           | "The Reason"                                                 | C. King Hudson Wells                         | George Martin Giles Martin [a]               | 5:01                                         |
| 2.                                           | "Immortality" (hợp tác với Bee Gees)                         | B. Gibb R. Gibb M. Gibb                      | Afanasieff                                   | 4:11                                         |
| 3.                                           | "Treat Her Like a Lady"                                      | D. King Marvel Mann Dion                     | Wake                                         | 4:05                                         |
| 4.                                           | "Why Oh Why"                                                 | Sharron Sembello                             | Foster                                       | 4:50                                         |
| 5.                                           | "Love Is on the Way"                                         | Zizzo Rich Shafer                            | Wake                                         | 4:25                                         |
| 6.                                           | "Tell Him" (song ca với Barbra Streisand)                    | Thompson Afanasieff Foster                   | Foster Afanasieff                            | 4:51                                         |
| 7.                                           | "Amar Haciendo el Amor"                                      | Mann Rich Benito                             | Wake Gatica [b]                              | 4:11                                         |
| 8.                                           | "When I Need You"                                            | Hammond Bayer Sager                          | Foster                                       | 4:12                                         |
| 9.                                           | "Miles to Go (Before I Sleep)"                               | Hart                                         | Hart                                         | 4:40                                         |
| 10.                                          | "Us"                                                         | Pace                                         | Gatica Pace Steinman [c]                     | 5:47                                         |
| 11.                                          | "Just a Little Bit of Love"                                  | Christensen Roman Jacobson                   | Wake                                         | 4:06                                         |
| 12.                                          | "My Heart Will Go On"                                        | Horner Jennings                              | Afanasieff Horner [d]                        | 4:40                                         |
| 13.                                          | "Where Is the Love"                                          | Hart                                         | Hart                                         | 4:55                                         |
| 14.                                          | "I Hate You Then I Love You" (song ca với Luciano Pavarotti) | Renis Falla A. Testa F. Testa Newell         | Foster Gatica Renis                          | 4:43                                         |
| 15.                                          | "Let's Talk About Love"                                      | Adams Goldman Kennedy                        | Foster                                       | 5:12                                         |
| Tổng thời lượng:                             | Tổng thời lượng:                                             | Tổng thời lượng:                             | Tổng thời lượng:                             | 69:49                                        |

| Let's Talk About Love – Phiên bản tại Châu Mỹ Latinh | Let's Talk About Love – Phiên bản tại Châu Mỹ Latinh         | Let's Talk About Love – Phiên bản tại Châu Mỹ Latinh | Let's Talk About Love – Phiên bản tại Châu Mỹ Latinh | Let's Talk About Love – Phiên bản tại Châu Mỹ Latinh |
| STT                                                  | Nhan đề                                                      | Sáng tác                                             | Sản xuất                                             | Thời lượng                                           |
| ---------------------------------------------------- | ------------------------------------------------------------ | ---------------------------------------------------- | ---------------------------------------------------- | ---------------------------------------------------- |
| 1.                                                   | "The Reason"                                                 | C. King Hudson Wells                                 | George Martin Giles Martin [a]                       | 5:01                                                 |
| 2.                                                   | "Immortality" (hợp tác với Bee Gees)                         | B. Gibb R. Gibb M. Gibb                              | Afanasieff                                           | 4:11                                                 |
| 3.                                                   | "Treat Her Like a Lady"                                      | D. King Marvel Mann Dion                             | Wake                                                 | 4:05                                                 |
| 4.                                                   | "Why Oh Why"                                                 | Sharron Sembello                                     | Foster                                               | 4:50                                                 |
| 5.                                                   | "Love Is on the Way"                                         | Zizzo Rich Shafer                                    | Wake                                                 | 4:25                                                 |
| 6.                                                   | "Tell Him" (song ca với Barbra Streisand)                    | Thompson Afanasieff Foster                           | Foster Afanasieff                                    | 4:51                                                 |
| 7.                                                   | "Amar Haciendo el Amor"                                      | Mann Rich Benito                                     | Wake Gatica [b]                                      | 4:11                                                 |
| 8.                                                   | "When I Need You"                                            | Hammond Bayer Sager                                  | Foster                                               | 4:12                                                 |
| 9.                                                   | "Miles to Go (Before I Sleep)"                               | Hart                                                 | Hart                                                 | 4:40                                                 |
| 10.                                                  | "Us"                                                         | Pace                                                 | Gatica Pace Steinman [c]                             | 5:47                                                 |
| 11.                                                  | "Just a Little Bit of Love"                                  | Christensen Roman Jacobson                           | Wake                                                 | 4:06                                                 |
| 12.                                                  | "My Heart Will Go On"                                        | Horner Jennings                                      | Afanasieff Horner [d]                                | 4:40                                                 |
| 13.                                                  | "I Hate You Then I Love You" (song ca với Luciano Pavarotti) | Renis Falla A. Testa F. Testa Newell                 | Foster Gatica Renis                                  | 4:43                                                 |
| 14.                                                  | "To Love You More"                                           | Foster Miles                                         | Foster                                               | 5:28                                                 |
| 15.                                                  | "Let's Talk About Love"                                      | Adams Goldman Kennedy                                | Foster                                               | 5:12                                                 |
| Tổng thời lượng:                                     | Tổng thời lượng:                                             | Tổng thời lượng:                                     | Tổng thời lượng:                                     | 70:22                                                |

| Let's Talk About Love – Phiên bản tại Hoa Kỳ | Let's Talk About Love – Phiên bản tại Hoa Kỳ                 | Let's Talk About Love – Phiên bản tại Hoa Kỳ | Let's Talk About Love – Phiên bản tại Hoa Kỳ | Let's Talk About Love – Phiên bản tại Hoa Kỳ |
| STT                                          | Nhan đề                                                      | Sáng tác                                     | Sản xuất                                     | Thời lượng                                   |
| -------------------------------------------- | ------------------------------------------------------------ | -------------------------------------------- | -------------------------------------------- | -------------------------------------------- |
| 1.                                           | "The Reason"                                                 | C. King Hudson Wells                         | George Martin Giles Martin [a]               | 5:01                                         |
| 2.                                           | "Immortality" (hợp tác với Bee Gees)                         | B. Gibb R. Gibb M. Gibb                      | Afanasieff                                   | 4:11                                         |
| 3.                                           | "Treat Her Like a Lady"                                      | D. King Marvel Mann Dion                     | Wake                                         | 4:05                                         |
| 4.                                           | "Why Oh Why"                                                 | Sharron Sembello                             | Foster                                       | 4:50                                         |
| 5.                                           | "Love Is on the Way"                                         | Zizzo Rich Shafer                            | Wake                                         | 4:25                                         |
| 6.                                           | "Tell Him" (song ca với Barbra Streisand)                    | Thompson Afanasieff Foster                   | Foster Afanasieff                            | 4:51                                         |
| 7.                                           | "Where Is the Love"                                          | Hart                                         | Hart                                         | 4:55                                         |
| 8.                                           | "When I Need You"                                            | Hammond Bayer Sager                          | Foster                                       | 4:12                                         |
| 9.                                           | "Miles to Go (Before I Sleep)"                               | Hart                                         | Hart                                         | 4:40                                         |
| 10.                                          | "Us"                                                         | Pace                                         | Gatica Pace Steinman [c]                     | 5:47                                         |
| 11.                                          | "Just a Little Bit of Love"                                  | Christensen Roman Jacobson                   | Wake                                         | 4:06                                         |
| 12.                                          | "My Heart Will Go On"                                        | Horner Jennings                              | Afanasieff Horner [d]                        | 4:40                                         |
| 13.                                          | "I Hate You Then I Love You" (song ca với Luciano Pavarotti) | Renis Falla A. Testa F. Testa Newell         | Foster Gatica Renis                          | 4:43                                         |
| 14.                                          | "To Love You More"                                           | Foster Miles                                 | Foster                                       | 5:28                                         |
| 15.                                          | "Let's Talk About Love"                                      | Adams Goldman Kennedy                        | Foster                                       | 5:12                                         |
| Tổng thời lượng:                             | Tổng thời lượng:                                             | Tổng thời lượng:                             | Tổng thời lượng:                             | 71:06                                        |

| Let's Talk About Love – Phiên bản giới hạn tại Châu Á (Đĩa 2) | Let's Talk About Love – Phiên bản giới hạn tại Châu Á (Đĩa 2) | Let's Talk About Love – Phiên bản giới hạn tại Châu Á (Đĩa 2) | Let's Talk About Love – Phiên bản giới hạn tại Châu Á (Đĩa 2) | Let's Talk About Love – Phiên bản giới hạn tại Châu Á (Đĩa 2) |
| STT                                                           | Nhan đề                                                       | Sáng tác                                                      | Sản xuất                                                      | Thời lượng                                                    |
| ------------------------------------------------------------- | ------------------------------------------------------------- | ------------------------------------------------------------- | ------------------------------------------------------------- | ------------------------------------------------------------- |
| 1.                                                            | "My Heart Will Go On" (Richie Jones mix)                      | Horner Jennings                                               | Afanasieff Horner [d] Richie Jones [e]                        | 4:15                                                          |
| 2.                                                            | "To Love You More" (Tony Moran mix)                           | Foster Miles                                                  | Foster Tony Moran [e]                                         | 9:27                                                          |
| 3.                                                            | "Be the Man" (bản karaoke)                                    | Foster Miles                                                  | Foster                                                        | 4:37                                                          |
| 4.                                                            | "Unison" (remix)                                              | Andy Goldmark Bruce Roberts                                   | Goldmark Kevin Unger [e]                                      | 4:04                                                          |
| 5.                                                            | "Love Can Move Mountains" (trực tiếp)                         | Diane Warren                                                  | Wake                                                          | 4:42                                                          |
| Tổng thời lượng:                                              | Tổng thời lượng:                                              | Tổng thời lượng:                                              | Tổng thời lượng:                                              | 27:05                                                         |

Ghi chú
- ^a  nghĩa là hỗ trợ sản xuất
- ^b  nghĩa là sản xuất giọng hát bổ sung
- ^c  nghĩa là sản xuất bổ sung
- ^d  nghĩa là đồng sản xuất
- ^e  nghĩa là sản xuất và phối lại bổ sung

## Xếp hạng
| Bảng xếp hạng (1997–1998)                | Vị trí cao nhất |
| ---------------------------------------- | --------------- |
| Album Úc (ARIA)                          | 1               |
| Album Áo (Ö3 Austria)                    | 1               |
| Album Bỉ (Ultratop Vlaanderen)           | 1               |
| Album Bỉ (Ultratop Wallonie)             | 1               |
| Canada Top Albums/CDs (RPM)              | 1               |
| Album Canada (Billboard)                 | 1               |
| Album Cộng hòa Séc (ČNS IFPI)            | 5               |
| Album Đan Mạch (Hitlisten)               | 1               |
| Album Hà Lan (Album Top 100)             | 1               |
| Album Châu Âu (Music & Media)            | 1               |
| Album Phần Lan (Suomen virallinen lista) | 1               |
| Album Pháp (SNEP)                        | 1               |
| Album Đức (Offizielle Top 100)           | 1               |
| Album Hy Lạp (IFPI)                      | 1               |
| Album Hungaria (MAHASZ)                  | 3               |
| Album Iceland (Tónlist)                  | 1               |
| Album Ireland (IRMA)                     | 1               |
| Album Ý (FIMI)                           | 1               |
| Album Nhật Bản (Oricon)                  | 5               |
| Album Malaysia (RIM)                     | 1               |
| Album New Zealand (RMNZ)                 | 1               |
| Album Na Uy (VG-lista)                   | 1               |
| Album Bồ Đào Nha (AFP)                   | 3               |
| Album Quebec (ADISQ)                     | 1               |
| Album Scotland (OCC)                     | 1               |
| Album Tây Ban Nha (PROMUSICAE)           | 3               |
| Album Thụy Điển (Sverigetopplistan)      | 1               |
| Album Thụy Sĩ (Schweizer Hitparade)      | 1               |
| Album Anh Quốc (OCC)                     | 1               |
| Album Hoa Kỳ Billboard 200               | 1               |

| Bảng xếp hạng (1998)  | Vị trí cao nhất |
| --------------------- | --------------- |
| Album Hàn Quốc (RIAK) | 4               |

| Bảng xếp hạng (1997)                             | Vị trí |
| ------------------------------------------------ | ------ |
| Album Úc (ARIA)                                  | 5      |
| Album Bỉ (Ultratop Flanders)                     | 5      |
| Album Bỉ (Ultratop Wallonia)                     | 4      |
| Album Canada (SoundScan)                         | 1      |
| Album Đan Mạch (Hitlisten)                       | 21     |
| Album Hà Lan (Album Top 100)                     | 33     |
| Album Châu Âu (Music & Media)                    | 51     |
| Album Pháp (SNEP)                                | 8      |
| Album Đức (Offizielle Top 100)                   | 87     |
| Album New Zealand (RMNZ)                         | 50     |
| Album Tây Ban Nha (PROMUSICAE)                   | 33     |
| Album Thụy Điển (Sverigetopplistan)              | 57     |
| Album Anh Quốc (OCC)                             | 7      |
| Bảng xếp hạng (1998)                             | Vị trí |
| Album Úc (ARIA)                                  | 11     |
| Album Áo (Ö3 Austria)                            | 4      |
| Album Bỉ (Ultratop Flanders)                     | 6      |
| Album Bỉ (Ultratop Wallonia)                     | 7      |
| Album Canada (RPM)                               | 6      |
| Album Canada (Billboard)                         | 5      |
| Album Canada (SoundScan)                         | 5      |
| Album Đan Mạch (Hitlisten)                       | 2      |
| Album Hà Lan (Album Top 100)                     | 2      |
| Album Châu Âu (Music & Media)                    | 1      |
| Album Pháp (SNEP)                                | 9      |
| Album Đức (Offizielle Top 100)                   | 2      |
| Album Ý (Hit Parade)                             | 2      |
| Album Nhật Bản (Oricon)                          | 28     |
| Album New Zealand (RMNZ)                         | 3      |
| Album Na Uy Mùa Đông (VG-lista)                  | 1      |
| Album Tây Ban Nha (PROMUSICAE)                   | 13     |
| Album Thụy Điển (Sverigetopplistan)              | 5      |
| Album Thụy Sĩ (Schweizer Hitparade)              | 1      |
| Album Anh Quốc (OCC)                             | 8      |
| US Billboard 200                                 | 2      |
| Bảng xếp hạng (1999)                             | Vị trí |
| UK Albums (OCC)                                  | 128    |
| Hoa Kỳ Billboard 200                             | 101    |
| Bảng xếp hạng (2000)                             | Vị trí |
| Album Phần Lan Quốc tế (Suomen virallinen lista) | 8      |

| Bảng xếp hạng (1990–99) | Vị trí |
| ----------------------- | ------ |
| Album Áo (Ö3 Austria)   | 24     |
| Hoa Kỳ Billboard 200    | 11     |

| Bảng xếp hạng                  | Vị trí |
| ------------------------------ | ------ |
| Album Canada (SoundScan)       | 2      |
| Album Ireland Nghệ sĩ Nữ (OCC) | 20     |
| Album Anh quốc (OCC)           | 62     |
| Album Anh quốc (Nữ) (OCC)      | 20     |
| Hoa Kỳ Billboard 200           | 164    |
| Hoa Kỳ Billboard 200 (Nữ)      | 45     |

## Chứng nhận
| Quốc gia | Chứng nhận   | Số đơn vị/doanh số chứng nhận |
| --- | ------------ | ----------------------------- |
| Argentina (CAPIF) | 2× Bạch kim  | 120.000^                      |
| Úc (ARIA) | 7× Bạch kim  | 490.000‡                      |
| Áo (IFPI Áo) | 2× Bạch kim  | 100.000*                      |
| Bỉ (BEA) | 4× Bạch kim  | 200.000*                      |
| Brasil (Pro-Música Brasil) | —            | 500,000                       |
| Canada (Music Canada) | Kim cương    | 1,700,000                     |
| Đan Mạch (IFPI Đan Mạch) | 11× Bạch kim | 220.000‡                      |
| Phần Lan (Musiikkituottajat) | 2× Bạch kim  | 97,744                        |
| Pháp (SNEP) | Kim cương    | 1.000.000*                    |
| Đức (BVMI) | 3× Bạch kim  | 1.500.000^                    |
| Hồng Kông (IFPI Hồng Kông) | 2× Bạch kim  | 200,000                       |
| Nhật Bản (RIAJ) | Triệu        | 1.000.000^                    |
| Hà Lan (NVPI) | 5× Bạch kim  | 500.000^                      |
| New Zealand (RMNZ) | 9× Bạch kim  | 135.000^                      |
| Na Uy (IFPI) | 4× Bạch kim  | 200.000*                      |
| Ba Lan (ZPAV) | 2× Bạch kim  | 200.000*                      |
| Hàn Quốc (KMCA) | —            | 146,679                       |
| Tây Ban Nha (PROMUSICAE) | 4× Bạch kim  | 400.000^                      |
| Thụy Điển (GLF) | 3× Bạch kim  | 240.000^                      |
| Thụy Sĩ (IFPI) | 6× Bạch kim  | 300.000^                      |
| Taiwan (RIT) | —            | 500,000                       |
| Anh Quốc (BPI) | 6× Bạch kim  | 2,000,000                     |
| Hoa Kỳ (RIAA) | 11× Bạch kim | 11.000.000‡                   |
| Uruguay (CUD) | Vàng         | 3.000^                        |
| Tổng hợp |              |                               |
| Châu Âu (IFPI) | 10× Bạch kim | 10.000.000*                   |
| Châu Mỹ Latinh | —            | 2,000,000                     |
| Toàn cầu | —            | 31,000,000                    |
| * Chứng nhận dựa theo doanh số tiêu thụ. ^ Chứng nhận dựa theo doanh số nhập hàng. ‡ Chứng nhận dựa theo doanh số tiêu thụ và phát trực tuyến. |              |                               |

## Lịch sử phát hành
| Khu vực  | Ngày                 | Hãng đĩa | Định dạng    | Mã số           |
| -------- | -------------------- | -------- | ------------ | --------------- |
| Úc       | 14 tháng 11 năm 1997 | Epic     | CD cassette  | 489159 2        |
| Nhật Bản | 15 tháng 11 năm 1997 | SMEJ     | CD           | ESCA-6877       |
| Châu Âu  | 17 tháng 11 năm 1997 | Columbia | CD cassette  | 34586 8         |
| Hoa Kỳ   | 18 tháng 11 năm 1997 | Epic     | CD cassette  | 68861           |
| Canada   | 18 tháng 11 năm 1997 | Columbia | CD cassette  | CK 68861        |
| Nhật Bản | 30 tháng 5 năm 2018  | SMEJ     | Blu-spec CD2 | SICP-31168      |
| Toàn cầu | 24 tháng 8 năm 2018  | Columbia | LP           | 1 90758 63901 7 |